# Tour de Langkawi 2018
La 23.ª edición del Tour de Langkawi se celebró entre 18 al 25 de marzo de 2018 en el archipiélago de Langkawi en Malasia. La carrera consistió de un total 8 etapas y recorrió una distancia de 1341,2 km.
La carrera forma parte del UCI Asia Tour 2018 bajo la categoría 2.HC (máxima categoría de estos circuitos) y fue ganada por el ciclista ruso Artem Ovechkin del equipo Terengganu. El podio lo completaron el polaco Łukasz Owsian del equipo  CCC Sprandi Polkowice y el australiano Benjamin Dyball del equipo  St George Continental.

## Equipos participantes
Tomaron parte en la carrera 22 equipos de los cuales 2 fueron de categoría UCI WorldTeam, 6 de categoría Profesional Continental, 13 de categoría Continental y la selección nacional de Malasia, quienes conformaron un pelotón de 131 ciclistas de los cuales terminaron 91.
| WorldTeams (2)- Astana - Dimension Data Equipos continentales profesionales (6)- Androni Giocattoli-Sidermec - Bardiani CSF - CCC Sprandi Polkowice - Manzana Postobón - Rally Cycling - Wilier Triestina-Selle Italia Equipos continentales (13)- 7 Eleven-Cliqq Roadbike Philippines - Bennelong-SwissWellness-Cervélo - Forca-Amskins Racing - Giant - Hengxiang Cycling Team - KFC Cycling Team - Kinan Cycling Team - KSPO-Bianchi Asia - Mitchelton-BikeExchange - Sapura - St George Continental Cycling Team - Terengganu Cycling Team - Thailand Continental Equipo nacional- Malasia |
| |

## Recorrido
| Etapa     | Fecha     | Recorrido                     | type             | Distancia (km) | Ganador         | Líder           |
| --------- | --------- | ----------------------------- | ---------------- | -------------- | --------------- | --------------- |
| 1.ª etapa | 18 de mar | Kangar – Kulim                | etapa llana      | 147,9          | Andrea Guardini | Andrea Guardini |
| 2.ª etapa | 19 de mar | Gerik – Kota Bharu            | etapa escarpada  | 208,3          | Riccardo Minali | Riccardo Minali |
| 3.ª etapa | 20 de mar | Kota Bharu – Kuala Terengganu | etapa llana      | 166            | Adam de Vos     | Adam de Vos     |
| 4.ª etapa | 21 de mar | Dungun – Pekan                | etapa llana      | 183,8          | Riccardo Minali | Adam de Vos     |
| 5.ª etapa | 22 de mar | Bentong – Cameron Highlands   | etapa de montaña | 169,4          | Artiom Ovechkin | Artiom Ovechkin |
| 6.ª etapa | 23 de mar | Tapah – Tanjung Malim         | etapa llana      | 108,5          | Luca Pacioni    | Artiom Ovechkin |
| 7.ª etapa | 24 de mar | Nilai – Muar                  | etapa llana      | 222,4          | Manuel Belletti | Artiom Ovechkin |
| 8.ª etapa | 25 de mar | Rembau – Kuala Lumpur         | etapa escarpada  | 141,1          | Andrea Guardini | Artiom Ovechkin |

## Desarrollo de la carrera

### 1.ª etapa
| Kangar - Kulim | etapa llana | (147,9 km) |

| \| Clasificación de la etapa \| Clasificación de la etapa \| Clasificación de la etapa \| Clasificación de la etapa \| Clasificación de la etapa \| \| Ciclista \| Ciclista \| Equipo \| Tiempo \| \| \| ------------------------- \| ------------------------- \| ---------------------------------- \| ------------------------- \| ------------------------- \| \| 1.º \| Andrea Guardini \| Bardiani CSF \| 3 h 29 min 04 s \| \| \| 2.º \| Seo Joon-yong \| KSPO-Bianchi Asia \| + 0 s \| \| \| 3.º \| Mekseb Debesay \| Dimension Data \| + 0 s \| \| \| 4.º \| Manuel Belletti \| Androni Giocattoli-Sidermec \| + 0 s \| \| \| 5.º \| Riccardo Minali \| Astana \| + 0 s \| \| \| 6.º \| Luca Pacioni \| Wilier Triestina-Selle Italia \| + 0 s \| \| \| 7.º \| Kaden Groves \| St George Continental Cycling Team \| + 0 s \| \| \| 8.º \| Scott Sunderland \| Bennelong-SwissWellness-Cervélo \| + 0 s \| \| \| 9.º \| Alan Banaszek \| CCC Sprandi Polkowice \| + 0 s \| \| \| 10.º \| Abdul Gani \| KFC Cycling Team \| + 0 s \| \| |                  |                                    |                 |
| |                  |                                    |                 |
| Fuente: ProCyclingStats |                  |                                    |                 |
| Clasificación de la etapa |                  |                                    |                 |
| Ciclista | Ciclista         | Equipo                             | Tiempo          |
| 1.º | Andrea Guardini  | Bardiani CSF                       | 3 h 29 min 04 s |
| 2.º | Seo Joon-yong    | KSPO-Bianchi Asia                  | + 0 s           |
| 3.º | Mekseb Debesay   | Dimension Data                     | + 0 s           |
| 4.º | Manuel Belletti  | Androni Giocattoli-Sidermec        | + 0 s           |
| 5.º | Riccardo Minali  | Astana                             | + 0 s           |
| 6.º | Luca Pacioni     | Wilier Triestina-Selle Italia      | + 0 s           |
| 7.º | Kaden Groves     | St George Continental Cycling Team | + 0 s           |
| 8.º | Scott Sunderland | Bennelong-SwissWellness-Cervélo    | + 0 s           |
| 9.º | Alan Banaszek    | CCC Sprandi Polkowice              | + 0 s           |
| 10.º | Abdul Gani       | KFC Cycling Team                   | + 0 s           |

| \| Clasificación general \| Clasificación general \| Clasificación general \| Clasificación general \| Clasificación general \| \| Ciclista \| Ciclista \| Equipo \| Tiempo \| \| \| --------------------- \| -------------------------- \| --------------------------- \| --------------------- \| --------------------- \| \| 1.º \| Andrea Guardini \| Bardiani CSF \| 3 h 28 min 52 s \| \| \| 2.º \| Seo Joon-yong \| KSPO-Bianchi Asia \| + 6 s \| \| \| 3.º \| Bo Wang \| Hengxiang Cycling Team \| + 6 s \| \| \| 4.º \| Mekseb Debesay \| Dimension Data \| + 8 s \| \| \| 5.º \| Nik Mohamad Azman Zulkifli \| Forca-Amskins Racing \| + 8 s \| \| \| 6.º \| Juan Sebastián Molano \| Manzana Postobón \| + 9 s \| \| \| 7.º \| Muhammad Abdurrahman \| KFC Cycling Team \| + 10 s \| \| \| 8.º \| Dylan Page \| Team Sapura Cycling \| + 11 s \| \| \| 9.º \| Manuel Belletti \| Androni Giocattoli-Sidermec \| + 12 s \| \| \| 10.º \| Riccardo Minali \| Astana \| + 12 s \| \| |                            |                             |                 |
| |                            |                             |                 |
| Fuente: ProCyclingStats |                            |                             |                 |
| Clasificación general |                            |                             |                 |
| Ciclista | Ciclista                   | Equipo                      | Tiempo          |
| 1.º | Andrea Guardini            | Bardiani CSF                | 3 h 28 min 52 s |
| 2.º | Seo Joon-yong              | KSPO-Bianchi Asia           | + 6 s           |
| 3.º | Bo Wang                    | Hengxiang Cycling Team      | + 6 s           |
| 4.º | Mekseb Debesay             | Dimension Data              | + 8 s           |
| 5.º | Nik Mohamad Azman Zulkifli | Forca-Amskins Racing        | + 8 s           |
| 6.º | Juan Sebastián Molano      | Manzana Postobón            | + 9 s           |
| 7.º | Muhammad Abdurrahman       | KFC Cycling Team            | + 10 s          |
| 8.º | Dylan Page                 | Team Sapura Cycling         | + 11 s          |
| 9.º | Manuel Belletti            | Androni Giocattoli-Sidermec | + 12 s          |
| 10.º | Riccardo Minali            | Astana                      | + 12 s          |

### 2.ª etapa
| Gerik - Kota Bharu | etapa escarpada | (208,3 km) |

| \| Clasificación de la etapa \| Clasificación de la etapa \| Clasificación de la etapa \| Clasificación de la etapa \| Clasificación de la etapa \| \| Ciclista \| Ciclista \| Equipo \| Tiempo \| \| \| ------------------------- \| ------------------------- \| ---------------------------------- \| ------------------------- \| ------------------------- \| \| 1.º \| Riccardo Minali \| Astana \| 5 h 18 min 20 s \| \| \| 2.º \| Matteo Malucelli \| Androni Giocattoli-Sidermec \| + 0 s \| \| \| 3.º \| Paolo Simion \| Bardiani CSF \| + 0 s \| \| \| 4.º \| Yevgeniy Gidich \| Astana \| + 0 s \| \| \| 5.º \| Marko Kump \| CCC Sprandi Polkowice \| + 0 s \| \| \| 6.º \| Luca Pacioni \| Wilier Triestina-Selle Italia \| + 0 s \| \| \| 7.º \| Kaden Groves \| St George Continental Cycling Team \| + 0 s \| \| \| 8.º \| Eric Young \| Rally Cycling \| + 0 s \| \| \| 9.º \| Seo Joon-yong \| KSPO-Bianchi Asia \| + 0 s \| \| \| 10.º \| Dylan Page \| Team Sapura Cycling \| + 0 s \| \| |                  |                                    |                 |
| |                  |                                    |                 |
| Fuente: ProCyclingStats |                  |                                    |                 |
| Clasificación de la etapa |                  |                                    |                 |
| Ciclista | Ciclista         | Equipo                             | Tiempo          |
| 1.º | Riccardo Minali  | Astana                             | 5 h 18 min 20 s |
| 2.º | Matteo Malucelli | Androni Giocattoli-Sidermec        | + 0 s           |
| 3.º | Paolo Simion     | Bardiani CSF                       | + 0 s           |
| 4.º | Yevgeniy Gidich  | Astana                             | + 0 s           |
| 5.º | Marko Kump       | CCC Sprandi Polkowice              | + 0 s           |
| 6.º | Luca Pacioni     | Wilier Triestina-Selle Italia      | + 0 s           |
| 7.º | Kaden Groves     | St George Continental Cycling Team | + 0 s           |
| 8.º | Eric Young       | Rally Cycling                      | + 0 s           |
| 9.º | Seo Joon-yong    | KSPO-Bianchi Asia                  | + 0 s           |
| 10.º | Dylan Page       | Team Sapura Cycling                | + 0 s           |

| \| Clasificación general \| Clasificación general \| Clasificación general \| Clasificación general \| Clasificación general \| \| Ciclista \| Ciclista \| Equipo \| Tiempo \| \| \| --------------------- \| -------------------------- \| ----------------------------------- \| --------------------- \| --------------------- \| \| 1.º \| Riccardo Minali \| Astana \| 8 h 47 min 13 s \| \| \| 2.º \| Seo Joon-yong \| KSPO-Bianchi Asia \| + 5 s \| \| \| 3.º \| Matteo Malucelli \| Androni Giocattoli-Sidermec \| + 5 s \| \| \| 4.º \| Mekseb Debesay \| Dimension Data \| + 7 s \| \| \| 5.º \| Paolo Simion \| Bardiani CSF \| + 7 s \| \| \| 6.º \| Yevgeniy Gidich \| Astana \| + 7 s \| \| \| 7.º \| Nik Mohamad Azman Zulkifli \| Forca-Amskins Racing \| + 7 s \| \| \| 8.º \| Marcelo Felipe Hernández \| 7 Eleven-Cliqq Roadbike Philippines \| + 8 s \| \| \| 9.º \| Yikui Niu \| Mitchelton-BikeExchange \| + 8 s \| \| \| 10.º \| Juan Sebastián Molano \| Manzana Postobón \| + 8 s \| \| |                            |                                     |                 |
| |                            |                                     |                 |
| Fuente: ProCyclingStats |                            |                                     |                 |
| Clasificación general |                            |                                     |                 |
| Ciclista | Ciclista                   | Equipo                              | Tiempo          |
| 1.º | Riccardo Minali            | Astana                              | 8 h 47 min 13 s |
| 2.º | Seo Joon-yong              | KSPO-Bianchi Asia                   | + 5 s           |
| 3.º | Matteo Malucelli           | Androni Giocattoli-Sidermec         | + 5 s           |
| 4.º | Mekseb Debesay             | Dimension Data                      | + 7 s           |
| 5.º | Paolo Simion               | Bardiani CSF                        | + 7 s           |
| 6.º | Yevgeniy Gidich            | Astana                              | + 7 s           |
| 7.º | Nik Mohamad Azman Zulkifli | Forca-Amskins Racing                | + 7 s           |
| 8.º | Marcelo Felipe Hernández   | 7 Eleven-Cliqq Roadbike Philippines | + 8 s           |
| 9.º | Yikui Niu                  | Mitchelton-BikeExchange             | + 8 s           |
| 10.º | Juan Sebastián Molano      | Manzana Postobón                    | + 8 s           |

### 3.ª etapa
| Kota Bharu - Kuala Terengganu | etapa llana | (166 km) |

| \| Clasificación de la etapa \| Clasificación de la etapa \| Clasificación de la etapa \| Clasificación de la etapa \| Clasificación de la etapa \| \| Ciclista \| Ciclista \| Equipo \| Tiempo \| \| \| ------------------------- \| -------------------------- \| ----------------------------- \| ------------------------- \| ------------------------- \| \| 1.º \| Adam de Vos \| Rally Cycling \| 3 h 58 min 18 s \| \| \| 2.º \| Kim Dae-yeon \| KSPO-Bianchi Asia \| + 13 s \| \| \| 3.º \| Nik Mohamad Azman Zulkifli \| Forca-Amskins Racing \| + 13 s \| \| \| 4.º \| Harry Sweeny \| Mitchelton-BikeExchange \| + 13 s \| \| \| 5.º \| Anuar Manan \| Forca-Amskins Racing \| + 1 min 19 s \| \| \| 6.º \| Eric Young \| Rally Cycling \| + 1 min 19 s \| \| \| 7.º \| Mohd Harrif Saleh \| Terengganu Cycling Team \| + 1 min 19 s \| \| \| 8.º \| Luca Pacioni \| Wilier Triestina-Selle Italia \| + 1 min 19 s \| \| \| 9.º \| Dylan Page \| Team Sapura Cycling \| + 1 min 19 s \| \| \| 10.º \| Marko Kump \| CCC Sprandi Polkowice \| + 1 min 19 s \| \| |                            |                               |                 |
| |                            |                               |                 |
| Fuente: ProCyclingStats |                            |                               |                 |
| Clasificación de la etapa |                            |                               |                 |
| Ciclista | Ciclista                   | Equipo                        | Tiempo          |
| 1.º | Adam de Vos                | Rally Cycling                 | 3 h 58 min 18 s |
| 2.º | Kim Dae-yeon               | KSPO-Bianchi Asia             | + 13 s          |
| 3.º | Nik Mohamad Azman Zulkifli | Forca-Amskins Racing          | + 13 s          |
| 4.º | Harry Sweeny               | Mitchelton-BikeExchange       | + 13 s          |
| 5.º | Anuar Manan                | Forca-Amskins Racing          | + 1 min 19 s    |
| 6.º | Eric Young                 | Rally Cycling                 | + 1 min 19 s    |
| 7.º | Mohd Harrif Saleh          | Terengganu Cycling Team       | + 1 min 19 s    |
| 8.º | Luca Pacioni               | Wilier Triestina-Selle Italia | + 1 min 19 s    |
| 9.º | Dylan Page                 | Team Sapura Cycling           | + 1 min 19 s    |
| 10.º | Marko Kump                 | CCC Sprandi Polkowice         | + 1 min 19 s    |

| \| Clasificación general \| Clasificación general \| Clasificación general \| Clasificación general \| Clasificación general \| \| Ciclista \| Ciclista \| Equipo \| Tiempo \| \| \| --------------------- \| -------------------------- \| --------------------------- \| --------------------- \| --------------------- \| \| 1.º \| Adam de Vos \| Rally Cycling \| 12 h 45 min 31 s \| \| \| 2.º \| Nik Mohamad Azman Zulkifli \| Forca-Amskins Racing \| + 14 s \| \| \| 3.º \| Harry Sweeny \| Mitchelton-BikeExchange \| + 22 s \| \| \| 4.º \| Riccardo Minali \| Astana \| + 1 min 19 s \| \| \| 5.º \| Matteo Malucelli \| Androni Giocattoli-Sidermec \| + 1 min 24 s \| \| \| 6.º \| Seo Joon-yong \| KSPO-Bianchi Asia \| + 1 min 24 s \| \| \| 7.º \| Mekseb Debesay \| Dimension Data \| + 1 min 26 s \| \| \| 8.º \| Paolo Simion \| Bardiani CSF \| + 1 min 26 s \| \| \| 9.º \| Yevgeniy Gidich \| Astana \| + 1 min 26 s \| \| \| 10.º \| Thomas Lebas \| Kinan Cycling Team \| + 1 min 27 s \| \| |                            |                             |                  |
| |                            |                             |                  |
| Fuente: ProCyclingStats |                            |                             |                  |
| Clasificación general |                            |                             |                  |
| Ciclista | Ciclista                   | Equipo                      | Tiempo           |
| 1.º | Adam de Vos                | Rally Cycling               | 12 h 45 min 31 s |
| 2.º | Nik Mohamad Azman Zulkifli | Forca-Amskins Racing        | + 14 s           |
| 3.º | Harry Sweeny               | Mitchelton-BikeExchange     | + 22 s           |
| 4.º | Riccardo Minali            | Astana                      | + 1 min 19 s     |
| 5.º | Matteo Malucelli           | Androni Giocattoli-Sidermec | + 1 min 24 s     |
| 6.º | Seo Joon-yong              | KSPO-Bianchi Asia           | + 1 min 24 s     |
| 7.º | Mekseb Debesay             | Dimension Data              | + 1 min 26 s     |
| 8.º | Paolo Simion               | Bardiani CSF                | + 1 min 26 s     |
| 9.º | Yevgeniy Gidich            | Astana                      | + 1 min 26 s     |
| 10.º | Thomas Lebas               | Kinan Cycling Team          | + 1 min 27 s     |

### 4.ª etapa
| Dungun - Pekan | etapa llana | (183,8 km) |

| \| Clasificación de la etapa \| Clasificación de la etapa \| Clasificación de la etapa \| Clasificación de la etapa \| Clasificación de la etapa \| \| Ciclista \| Ciclista \| Equipo \| Tiempo \| \| \| ------------------------- \| ------------------------- \| ------------------------------- \| ------------------------- \| ------------------------- \| \| 1.º \| Riccardo Minali \| Astana \| 4 h 10 min 14 s \| \| \| 2.º \| Andrea Guardini \| Bardiani CSF \| + 0 s \| \| \| 3.º \| Mohd Harrif Saleh \| Terengganu Cycling Team \| + 0 s \| \| \| 4.º \| Luca Pacioni \| Wilier Triestina-Selle Italia \| + 0 s \| \| \| 5.º \| Manuel Belletti \| Androni Giocattoli-Sidermec \| + 0 s \| \| \| 6.º \| Alan Banaszek \| CCC Sprandi Polkowice \| + 0 s \| \| \| 7.º \| Anthony Giacoppo \| Bennelong-SwissWellness-Cervélo \| + 0 s \| \| \| 8.º \| Jordan Parra \| Manzana Postobón \| + 0 s \| \| \| 9.º \| Dylan Page \| Team Sapura Cycling \| + 0 s \| \| \| 10.º \| Jacob Hennessy \| Mitchelton-BikeExchange \| + 0 s \| \| |                   |                                 |                 |
| |                   |                                 |                 |
| Fuente: ProCyclingStats |                   |                                 |                 |
| Clasificación de la etapa |                   |                                 |                 |
| Ciclista | Ciclista          | Equipo                          | Tiempo          |
| 1.º | Riccardo Minali   | Astana                          | 4 h 10 min 14 s |
| 2.º | Andrea Guardini   | Bardiani CSF                    | + 0 s           |
| 3.º | Mohd Harrif Saleh | Terengganu Cycling Team         | + 0 s           |
| 4.º | Luca Pacioni      | Wilier Triestina-Selle Italia   | + 0 s           |
| 5.º | Manuel Belletti   | Androni Giocattoli-Sidermec     | + 0 s           |
| 6.º | Alan Banaszek     | CCC Sprandi Polkowice           | + 0 s           |
| 7.º | Anthony Giacoppo  | Bennelong-SwissWellness-Cervélo | + 0 s           |
| 8.º | Jordan Parra      | Manzana Postobón                | + 0 s           |
| 9.º | Dylan Page        | Team Sapura Cycling             | + 0 s           |
| 10.º | Jacob Hennessy    | Mitchelton-BikeExchange         | + 0 s           |

| \| Clasificación general \| Clasificación general \| Clasificación general \| Clasificación general \| Clasificación general \| \| Ciclista \| Ciclista \| Equipo \| Tiempo \| \| \| --------------------- \| -------------------------- \| ----------------------------------- \| --------------------- \| --------------------- \| \| 1.º \| Adam de Vos \| Rally Cycling \| 16 h 55 min 45 s \| \| \| 2.º \| Nik Mohamad Azman Zulkifli \| Forca-Amskins Racing \| + 14 s \| \| \| 3.º \| Harry Sweeny \| Mitchelton-BikeExchange \| + 22 s \| \| \| 4.º \| Riccardo Minali \| Astana \| + 1 min 09 s \| \| \| 5.º \| Paolo Simion \| Bardiani CSF \| + 1 min 26 s \| \| \| 6.º \| Yevgeniy Gidich \| Astana \| + 1 min 26 s \| \| \| 7.º \| Marcelo Felipe Hernández \| 7 Eleven-Cliqq Roadbike Philippines \| + 1 min 27 s \| \| \| 8.º \| Thomas Lebas \| Kinan Cycling Team \| + 1 min 27 s \| \| \| 9.º \| Yikui Niu \| Mitchelton-BikeExchange \| + 1 min 27 s \| \| \| 10.º \| Álvaro Duarte \| Forca-Amskins Racing \| + 1 min 28 s \| \| |                            |                                     |                  |
| |                            |                                     |                  |
| Fuente: ProCyclingStats |                            |                                     |                  |
| Clasificación general |                            |                                     |                  |
| Ciclista | Ciclista                   | Equipo                              | Tiempo           |
| 1.º | Adam de Vos                | Rally Cycling                       | 16 h 55 min 45 s |
| 2.º | Nik Mohamad Azman Zulkifli | Forca-Amskins Racing                | + 14 s           |
| 3.º | Harry Sweeny               | Mitchelton-BikeExchange             | + 22 s           |
| 4.º | Riccardo Minali            | Astana                              | + 1 min 09 s     |
| 5.º | Paolo Simion               | Bardiani CSF                        | + 1 min 26 s     |
| 6.º | Yevgeniy Gidich            | Astana                              | + 1 min 26 s     |
| 7.º | Marcelo Felipe Hernández   | 7 Eleven-Cliqq Roadbike Philippines | + 1 min 27 s     |
| 8.º | Thomas Lebas               | Kinan Cycling Team                  | + 1 min 27 s     |
| 9.º | Yikui Niu                  | Mitchelton-BikeExchange             | + 1 min 27 s     |
| 10.º | Álvaro Duarte              | Forca-Amskins Racing                | + 1 min 28 s     |

### 5.ª etapa
| Bentong - Cameron Highlands | etapa de montaña | (169,4 km) |

| \| Clasificación de la etapa \| Clasificación de la etapa \| Clasificación de la etapa \| Clasificación de la etapa \| Clasificación de la etapa \| \| Ciclista \| Ciclista \| Equipo \| Tiempo \| \| \| ------------------------- \| ------------------------- \| ---------------------------------- \| ------------------------- \| ------------------------- \| \| 1.º \| Artiom Ovechkin \| Terengganu Cycling Team \| 4 h 24 min 29 s \| \| \| 2.º \| Benjamin Dyball \| St George Continental Cycling Team \| + 28 s \| \| \| 3.º \| Amanuel Ghebreigzabhier \| Dimension Data \| + 55 s \| \| \| 4.º \| Yevgeniy Gidich \| Astana \| + 1 min 01 s \| \| \| 5.º \| Thomas Lebas \| Kinan Cycling Team \| + 1 min 01 s \| \| \| 6.º \| Álvaro Duarte \| Forca-Amskins Racing \| + 1 min 02 s \| \| \| 7.º \| Yecid Sierra \| Manzana Postobón \| + 1 min 04 s \| \| \| 8.º \| Piotr Brożyna \| CCC Sprandi Polkowice \| + 1 min 10 s \| \| \| 9.º \| Luca Raggio \| Wilier Triestina-Selle Italia \| + 1 min 10 s \| \| \| 10.º \| Metkel Eyob \| Terengganu Cycling Team \| + 1 min 10 s \| \| |                         |                                    |                 |
| |                         |                                    |                 |
| Fuente: ProCyclingStats |                         |                                    |                 |
| Clasificación de la etapa |                         |                                    |                 |
| Ciclista | Ciclista                | Equipo                             | Tiempo          |
| 1.º | Artiom Ovechkin         | Terengganu Cycling Team            | 4 h 24 min 29 s |
| 2.º | Benjamin Dyball         | St George Continental Cycling Team | + 28 s          |
| 3.º | Amanuel Ghebreigzabhier | Dimension Data                     | + 55 s          |
| 4.º | Yevgeniy Gidich         | Astana                             | + 1 min 01 s    |
| 5.º | Thomas Lebas            | Kinan Cycling Team                 | + 1 min 01 s    |
| 6.º | Álvaro Duarte           | Forca-Amskins Racing               | + 1 min 02 s    |
| 7.º | Yecid Sierra            | Manzana Postobón                   | + 1 min 04 s    |
| 8.º | Piotr Brożyna           | CCC Sprandi Polkowice              | + 1 min 10 s    |
| 9.º | Luca Raggio             | Wilier Triestina-Selle Italia      | + 1 min 10 s    |
| 10.º | Metkel Eyob             | Terengganu Cycling Team            | + 1 min 10 s    |

| \| Clasificación general \| Clasificación general \| Clasificación general \| Clasificación general \| Clasificación general \| \| Ciclista \| Ciclista \| Equipo \| Tiempo \| \| \| --------------------- \| ----------------------- \| ---------------------------------- \| --------------------- \| --------------------- \| \| 1.º \| Artiom Ovechkin \| Terengganu Cycling Team \| 21 h 21 min 34 s \| \| \| 2.º \| Benjamin Dyball \| St George Continental Cycling Team \| + 32 s \| \| \| 3.º \| Harry Sweeny \| Mitchelton-BikeExchange \| + 59 s \| \| \| 4.º \| Amanuel Ghebreigzabhier \| Dimension Data \| + 1 min 01 s \| \| \| 5.º \| Yevgeniy Gidich \| Astana \| + 1 min 07 s \| \| \| 6.º \| Thomas Lebas \| Kinan Cycling Team \| + 1 min 08 s \| \| \| 7.º \| Álvaro Duarte \| Forca-Amskins Racing \| + 1 min 10 s \| \| \| 8.º \| Metkel Eyob \| Terengganu Cycling Team \| + 1 min 20 s \| \| \| 9.º \| Piotr Brożyna \| CCC Sprandi Polkowice \| + 1 min 20 s \| \| \| 10.º \| Luca Raggio \| Wilier Triestina-Selle Italia \| + 1 min 20 s \| \| |                         |                                    |                  |
| |                         |                                    |                  |
| Fuente: ProCyclingStats |                         |                                    |                  |
| Clasificación general |                         |                                    |                  |
| Ciclista | Ciclista                | Equipo                             | Tiempo           |
| 1.º | Artiom Ovechkin         | Terengganu Cycling Team            | 21 h 21 min 34 s |
| 2.º | Benjamin Dyball         | St George Continental Cycling Team | + 32 s           |
| 3.º | Harry Sweeny            | Mitchelton-BikeExchange            | + 59 s           |
| 4.º | Amanuel Ghebreigzabhier | Dimension Data                     | + 1 min 01 s     |
| 5.º | Yevgeniy Gidich         | Astana                             | + 1 min 07 s     |
| 6.º | Thomas Lebas            | Kinan Cycling Team                 | + 1 min 08 s     |
| 7.º | Álvaro Duarte           | Forca-Amskins Racing               | + 1 min 10 s     |
| 8.º | Metkel Eyob             | Terengganu Cycling Team            | + 1 min 20 s     |
| 9.º | Piotr Brożyna           | CCC Sprandi Polkowice              | + 1 min 20 s     |
| 10.º | Luca Raggio             | Wilier Triestina-Selle Italia      | + 1 min 20 s     |

### 6.ª etapa
| Tapah - Tanjung Malim | etapa llana | (108,5 km) |

| \| Clasificación de la etapa \| Clasificación de la etapa \| Clasificación de la etapa \| Clasificación de la etapa \| Clasificación de la etapa \| \| Ciclista \| Ciclista \| Equipo \| Tiempo \| \| \| ------------------------- \| ------------------------- \| ----------------------------- \| ------------------------- \| ------------------------- \| \| 1.º \| Luca Pacioni \| Wilier Triestina-Selle Italia \| 2 h 24 min 55 s \| \| \| 2.º \| Riccardo Minali \| Astana \| + 0 s \| \| \| 3.º \| Mohd Harrif Saleh \| Terengganu Cycling Team \| + 0 s \| \| \| 4.º \| Andrea Guardini \| Bardiani CSF \| + 0 s \| \| \| 5.º \| Yevgeniy Gidich \| Astana \| + 0 s \| \| \| 6.º \| Paolo Simion \| Bardiani CSF \| + 0 s \| \| \| 7.º \| Matteo Malucelli \| Androni Giocattoli-Sidermec \| + 0 s \| \| \| 8.º \| Szymon Sajnok \| CCC Sprandi Polkowice \| + 0 s \| \| \| 9.º \| Dylan Page \| Team Sapura Cycling \| + 0 s \| \| \| 10.º \| Metkel Eyob \| Terengganu Cycling Team \| + 0 s \| \| |                   |                               |                 |
| |                   |                               |                 |
| Fuente: ProCyclingStats |                   |                               |                 |
| Clasificación de la etapa |                   |                               |                 |
| Ciclista | Ciclista          | Equipo                        | Tiempo          |
| 1.º | Luca Pacioni      | Wilier Triestina-Selle Italia | 2 h 24 min 55 s |
| 2.º | Riccardo Minali   | Astana                        | + 0 s           |
| 3.º | Mohd Harrif Saleh | Terengganu Cycling Team       | + 0 s           |
| 4.º | Andrea Guardini   | Bardiani CSF                  | + 0 s           |
| 5.º | Yevgeniy Gidich   | Astana                        | + 0 s           |
| 6.º | Paolo Simion      | Bardiani CSF                  | + 0 s           |
| 7.º | Matteo Malucelli  | Androni Giocattoli-Sidermec   | + 0 s           |
| 8.º | Szymon Sajnok     | CCC Sprandi Polkowice         | + 0 s           |
| 9.º | Dylan Page        | Team Sapura Cycling           | + 0 s           |
| 10.º | Metkel Eyob       | Terengganu Cycling Team       | + 0 s           |

| \| Clasificación general \| Clasificación general \| Clasificación general \| Clasificación general \| Clasificación general \| \| Ciclista \| Ciclista \| Equipo \| Tiempo \| \| \| --------------------- \| ----------------------- \| ---------------------------------- \| --------------------- \| --------------------- \| \| 1.º \| Artiom Ovechkin \| Terengganu Cycling Team \| 23 h 46 min 29 s \| \| \| 2.º \| Benjamin Dyball \| St George Continental Cycling Team \| + 32 s \| \| \| 3.º \| Harry Sweeny \| Mitchelton-BikeExchange \| + 59 s \| \| \| 4.º \| Amanuel Ghebreigzabhier \| Dimension Data \| + 1 min 00 s \| \| \| 5.º \| Yevgeniy Gidich \| Astana \| + 1 min 05 s \| \| \| 6.º \| Thomas Lebas \| Kinan Cycling Team \| + 1 min 08 s \| \| \| 7.º \| Álvaro Duarte \| Forca-Amskins Racing \| + 1 min 10 s \| \| \| 8.º \| Metkel Eyob \| Terengganu Cycling Team \| + 1 min 20 s \| \| \| 9.º \| Piotr Brożyna \| CCC Sprandi Polkowice \| + 1 min 20 s \| \| \| 10.º \| Luca Raggio \| Wilier Triestina-Selle Italia \| + 1 min 20 s \| \| |                         |                                    |                  |
| |                         |                                    |                  |
| Fuente: ProCyclingStats |                         |                                    |                  |
| Clasificación general |                         |                                    |                  |
| Ciclista | Ciclista                | Equipo                             | Tiempo           |
| 1.º | Artiom Ovechkin         | Terengganu Cycling Team            | 23 h 46 min 29 s |
| 2.º | Benjamin Dyball         | St George Continental Cycling Team | + 32 s           |
| 3.º | Harry Sweeny            | Mitchelton-BikeExchange            | + 59 s           |
| 4.º | Amanuel Ghebreigzabhier | Dimension Data                     | + 1 min 00 s     |
| 5.º | Yevgeniy Gidich         | Astana                             | + 1 min 05 s     |
| 6.º | Thomas Lebas            | Kinan Cycling Team                 | + 1 min 08 s     |
| 7.º | Álvaro Duarte           | Forca-Amskins Racing               | + 1 min 10 s     |
| 8.º | Metkel Eyob             | Terengganu Cycling Team            | + 1 min 20 s     |
| 9.º | Piotr Brożyna           | CCC Sprandi Polkowice              | + 1 min 20 s     |
| 10.º | Luca Raggio             | Wilier Triestina-Selle Italia      | + 1 min 20 s     |

### 7.ª etapa
| Nilai - Muar | etapa llana | (222,4 km) |

| \| Clasificación de la etapa \| Clasificación de la etapa \| Clasificación de la etapa \| Clasificación de la etapa \| Clasificación de la etapa \| \| Ciclista \| Ciclista \| Equipo \| Tiempo \| \| \| ------------------------- \| ------------------------- \| ------------------------------- \| ------------------------- \| ------------------------- \| \| 1.º \| Manuel Belletti \| Androni Giocattoli-Sidermec \| 5 h 08 min 23 s \| \| \| 2.º \| Eugert Zhupa \| Wilier Triestina-Selle Italia \| + 0 s \| \| \| 3.º \| Ruslan Tleubayev \| Astana \| + 0 s \| \| \| 4.º \| Dylan Page \| Team Sapura Cycling \| + 0 s \| \| \| 5.º \| Jacobus Venter \| Dimension Data \| + 0 s \| \| \| 6.º \| Paolo Simion \| Bardiani CSF \| + 0 s \| \| \| 7.º \| Brendon Davids \| Bennelong-SwissWellness-Cervélo \| + 0 s \| \| \| 8.º \| Johann Van Zyl \| Dimension Data \| + 0 s \| \| \| 9.º \| Łukasz Owsian \| CCC Sprandi Polkowice \| + 2 s \| \| \| 10.º \| Giuseppe Fonzi \| Wilier Triestina-Selle Italia \| + 5 s \| \| |                  |                                 |                 |
| |                  |                                 |                 |
| Fuente: ProCyclingStats |                  |                                 |                 |
| Clasificación de la etapa |                  |                                 |                 |
| Ciclista | Ciclista         | Equipo                          | Tiempo          |
| 1.º | Manuel Belletti  | Androni Giocattoli-Sidermec     | 5 h 08 min 23 s |
| 2.º | Eugert Zhupa     | Wilier Triestina-Selle Italia   | + 0 s           |
| 3.º | Ruslan Tleubayev | Astana                          | + 0 s           |
| 4.º | Dylan Page       | Team Sapura Cycling             | + 0 s           |
| 5.º | Jacobus Venter   | Dimension Data                  | + 0 s           |
| 6.º | Paolo Simion     | Bardiani CSF                    | + 0 s           |
| 7.º | Brendon Davids   | Bennelong-SwissWellness-Cervélo | + 0 s           |
| 8.º | Johann Van Zyl   | Dimension Data                  | + 0 s           |
| 9.º | Łukasz Owsian    | CCC Sprandi Polkowice           | + 2 s           |
| 10.º | Giuseppe Fonzi   | Wilier Triestina-Selle Italia   | + 5 s           |

| \| Clasificación general \| Clasificación general \| Clasificación general \| Clasificación general \| Clasificación general \| \| Ciclista \| Ciclista \| Equipo \| Tiempo \| \| \| --------------------- \| ----------------------- \| ---------------------------------- \| --------------------- \| --------------------- \| \| 1.º \| Artiom Ovechkin \| Terengganu Cycling Team \| 28 h 56 min 20 s \| \| \| 2.º \| Łukasz Owsian \| CCC Sprandi Polkowice \| + 28 s \| \| \| 3.º \| Benjamin Dyball \| St George Continental Cycling Team \| + 32 s \| \| \| 4.º \| Giuseppe Fonzi \| Wilier Triestina-Selle Italia \| + 57 s \| \| \| 5.º \| Harry Sweeny \| Mitchelton-BikeExchange \| + 59 s \| \| \| 6.º \| Amanuel Ghebreigzabhier \| Dimension Data \| + 1 min 00 s \| \| \| 7.º \| Yevgeniy Gidich \| Astana \| + 1 min 02 s \| \| \| 8.º \| Brendon Davids \| Bennelong-SwissWellness-Cervélo \| + 1 min 02 s \| \| \| 9.º \| Thomas Lebas \| Kinan Cycling Team \| + 1 min 08 s \| \| \| 10.º \| Álvaro Duarte \| Forca-Amskins Racing \| + 1 min 10 s \| \| |                         |                                    |                  |
| |                         |                                    |                  |
| Fuente: ProCyclingStats |                         |                                    |                  |
| Clasificación general |                         |                                    |                  |
| Ciclista | Ciclista                | Equipo                             | Tiempo           |
| 1.º | Artiom Ovechkin         | Terengganu Cycling Team            | 28 h 56 min 20 s |
| 2.º | Łukasz Owsian           | CCC Sprandi Polkowice              | + 28 s           |
| 3.º | Benjamin Dyball         | St George Continental Cycling Team | + 32 s           |
| 4.º | Giuseppe Fonzi          | Wilier Triestina-Selle Italia      | + 57 s           |
| 5.º | Harry Sweeny            | Mitchelton-BikeExchange            | + 59 s           |
| 6.º | Amanuel Ghebreigzabhier | Dimension Data                     | + 1 min 00 s     |
| 7.º | Yevgeniy Gidich         | Astana                             | + 1 min 02 s     |
| 8.º | Brendon Davids          | Bennelong-SwissWellness-Cervélo    | + 1 min 02 s     |
| 9.º | Thomas Lebas            | Kinan Cycling Team                 | + 1 min 08 s     |
| 10.º | Álvaro Duarte           | Forca-Amskins Racing               | + 1 min 10 s     |

### 8.ª etapa
| Rembau - Kuala Lumpur | etapa escarpada | (141,1 km) |

| \| Clasificación de la etapa \| Clasificación de la etapa \| Clasificación de la etapa \| Clasificación de la etapa \| Clasificación de la etapa \| \| Ciclista \| Ciclista \| Equipo \| Tiempo \| \| \| ------------------------- \| ------------------------- \| ------------------------------- \| ------------------------- \| ------------------------- \| \| 1.º \| Andrea Guardini \| Bardiani CSF \| 3 h 10 min 25 s \| \| \| 2.º \| Manuel Belletti \| Androni Giocattoli-Sidermec \| + 0 s \| \| \| 3.º \| Luca Pacioni \| Wilier Triestina-Selle Italia \| + 0 s \| \| \| 4.º \| Yevgeniy Gidich \| Astana \| + 0 s \| \| \| 5.º \| Marko Kump \| CCC Sprandi Polkowice \| + 0 s \| \| \| 6.º \| Jordan Parra \| Manzana Postobón \| + 0 s \| \| \| 7.º \| Dylan Page \| Team Sapura Cycling \| + 0 s \| \| \| 8.º \| Riccardo Minali \| Astana \| + 0 s \| \| \| 9.º \| Giuseppe Fonzi \| Wilier Triestina-Selle Italia \| + 0 s \| \| \| 10.º \| Sam Crome \| Bennelong-SwissWellness-Cervélo \| + 0 s \| \| |                 |                                 |                 |
| |                 |                                 |                 |
| Fuente: ProCyclingStats |                 |                                 |                 |
| Clasificación de la etapa |                 |                                 |                 |
| Ciclista | Ciclista        | Equipo                          | Tiempo          |
| 1.º | Andrea Guardini | Bardiani CSF                    | 3 h 10 min 25 s |
| 2.º | Manuel Belletti | Androni Giocattoli-Sidermec     | + 0 s           |
| 3.º | Luca Pacioni    | Wilier Triestina-Selle Italia   | + 0 s           |
| 4.º | Yevgeniy Gidich | Astana                          | + 0 s           |
| 5.º | Marko Kump      | CCC Sprandi Polkowice           | + 0 s           |
| 6.º | Jordan Parra    | Manzana Postobón                | + 0 s           |
| 7.º | Dylan Page      | Team Sapura Cycling             | + 0 s           |
| 8.º | Riccardo Minali | Astana                          | + 0 s           |
| 9.º | Giuseppe Fonzi  | Wilier Triestina-Selle Italia   | + 0 s           |
| 10.º | Sam Crome       | Bennelong-SwissWellness-Cervélo | + 0 s           |

## Clasificaciones finales
Las clasificaciones finalizaron de la siguiente forma:

### Clasificación general
| \| Clasificación general \| Clasificación general \| Clasificación general \| Clasificación general \| Clasificación general \| \| Ciclista \| Ciclista \| Equipo \| Tiempo \| \| \| --------------------- \| ----------------------- \| ---------------------------------- \| --------------------- \| --------------------- \| \| 1.º \| Artiom Ovechkin \| Terengganu Cycling Team \| 32 h 06 min 45 s \| \| \| 2.º \| Łukasz Owsian \| CCC Sprandi Polkowice \| + 27 s \| \| \| 3.º \| Benjamin Dyball \| St George Continental Cycling Team \| + 32 s \| \| \| 4.º \| Amanuel Ghebreigzabhier \| Dimension Data \| + 54 s \| \| \| 5.º \| Giuseppe Fonzi \| Wilier Triestina-Selle Italia \| + 57 s \| \| \| 6.º \| Yevgeniy Gidich \| Astana \| + 1 min 02 s \| \| \| 7.º \| Brendon Davids \| Bennelong-SwissWellness-Cervélo \| + 1 min 02 s \| \| \| 8.º \| Thomas Lebas \| Kinan Cycling Team \| + 1 min 08 s \| \| \| 9.º \| Álvaro Duarte \| Forca-Amskins Racing \| + 1 min 10 s \| \| \| 10.º \| Harry Sweeny \| Mitchelton-BikeExchange \| + 1 min 17 s \| \| |                         |                                    |                  |
| |                         |                                    |                  |
| Fuente: ProCyclingStats |                         |                                    |                  |
| Clasificación general |                         |                                    |                  |
| Ciclista | Ciclista                | Equipo                             | Tiempo           |
| 1.º | Artiom Ovechkin         | Terengganu Cycling Team            | 32 h 06 min 45 s |
| 2.º | Łukasz Owsian           | CCC Sprandi Polkowice              | + 27 s           |
| 3.º | Benjamin Dyball         | St George Continental Cycling Team | + 32 s           |
| 4.º | Amanuel Ghebreigzabhier | Dimension Data                     | + 54 s           |
| 5.º | Giuseppe Fonzi          | Wilier Triestina-Selle Italia      | + 57 s           |
| 6.º | Yevgeniy Gidich         | Astana                             | + 1 min 02 s     |
| 7.º | Brendon Davids          | Bennelong-SwissWellness-Cervélo    | + 1 min 02 s     |
| 8.º | Thomas Lebas            | Kinan Cycling Team                 | + 1 min 08 s     |
| 9.º | Álvaro Duarte           | Forca-Amskins Racing               | + 1 min 10 s     |
| 10.º | Harry Sweeny            | Mitchelton-BikeExchange            | + 1 min 17 s     |

### Clasificación por puntos
| Clasificación por puntos | Clasificación por puntos   | Clasificación por puntos      | Clasificación por puntos | Clasificación por puntos |
| Ciclista                 | Ciclista                   | Equipo                        | Puntos                   |                          |
| ------------------------ | -------------------------- | ----------------------------- | ------------------------ | ------------------------ |
| 1.º                      | Andrea Guardini            | Bardiani CSF                  | 61 pts                   |                          |
| 2.º                      | Riccardo Minali            | Astana                        | 58 pts                   |                          |
| 3.º                      | Luca Pacioni               | Wilier Triestina-Selle Italia | 44 pts                   |                          |
| 4.º                      | Manuel Belletti            | Androni Giocattoli-Sidermec   | 42 pts                   |                          |
| 5.º                      | Yevgeniy Gidich            | Astana                        | 42 pts                   |                          |
| 6.º                      | Paolo Simion               | Bardiani CSF                  | 24 pts                   |                          |
| 7.º                      | Dylan Page                 | Team Sapura Cycling           | 22 pts                   |                          |
| 8.º                      | Mohd Harrif Saleh          | Terengganu Cycling Team       | 22 pts                   |                          |
| 9.º                      | Amanuel Ghebreigzabhier    | Dimension Data                | 21 pts                   |                          |
| 10.º                     | Nik Mohamad Azman Zulkifli | Forca-Amskins Racing          | 18 pts                   |                          |

### Clasificación de la montaña
| Clasificación de la montaña | Clasificación de la montaña | Clasificación de la montaña         | Clasificación de la montaña | Clasificación de la montaña |
| Ciclista                    | Ciclista                    | Equipo                              | Puntos                      |                             |
| --------------------------- | --------------------------- | ----------------------------------- | --------------------------- | --------------------------- |
| 1.º                         | Álvaro Duarte               | Forca-Amskins Racing                | 43 pts                      |                             |
| 2.º                         | Artiom Ovechkin             | Terengganu Cycling Team             | 40 pts                      |                             |
| 3.º                         | Bernardo Suaza              | Manzana Postobón                    | 38 pts                      |                             |
| 4.º                         | Benjamin Dyball             | St George Continental Cycling Team  | 24 pts                      |                             |
| 5.º                         | Marcelo Felipe Hernández    | 7 Eleven-Cliqq Roadbike Philippines | 18 pts                      |                             |
| 6.º                         | Juan Felipe Osorio          | Manzana Postobón                    | 16 pts                      |                             |
| 7.º                         | Amanuel Ghebreigzabhier     | Dimension Data                      | 16 pts                      |                             |
| 8.º                         | Yecid Sierra                | Manzana Postobón                    | 13 pts                      |                             |
| 9.º                         | Yevgeniy Gidich             | Astana                              | 12 pts                      |                             |
| 10.º                        | Muhammad Abdurrahman        | KFC Cycling Team                    | 11 pts                      |                             |

### Clasificación por equipos
| Clasificación por equipos | Clasificación por equipos       | Clasificación por equipos | Clasificación por equipos |
| Equipo                    | Equipo                          | Tiempo                    |                           |
| ------------------------- | ------------------------------- | ------------------------- | ------------------------- |
| 1.º                       | Wilier Triestina-Selle Italia   | 96 h 23 min 38 s          |                           |
| 2.º                       | Astana                          | + 14 s                    |                           |
| 3.º                       | Dimension Data                  | + 33 s                    |                           |
| 4.º                       | Androni Giocattoli-Sidermec     | + 39 s                    |                           |
| 5.º                       | Sapura                          | + 1 min 46 s              |                           |
| 6.º                       | Bennelong-SwissWellness-Cervélo | + 15 min 38 s             |                           |
| 7.º                       | Thailand Continental            | + 18 min 37 s             |                           |
| 8.º                       | CCC Sprandi Polkowice           | + 19 min 45 s             |                           |
| 9.º                       | Kinan Cycling Team              | + 23 min 23 s             |                           |
| 10.º                      | Manzana Postobón                | + 24 min 01 s             |                           |

## Evolución de las clasificaciones
| Etapa                   | Vencedor                | Clasificación general | Clasificación por puntos | Clasificación de la montaña | Clasificación del mejor asiático | Clasificación por equipos     |
| ----------------------- | ----------------------- | --------------------- | ------------------------ | --------------------------- | -------------------------------- | ----------------------------- |
| 1.ª                     | Andrea Guardini         | Andrea Guardini       | Andrea Guardini          | Bo Wang                     | Seo Joon-yong                    | Androni Giocattoli-Sidermec   |
| 2.ª                     | Riccardo Minali         | Riccardo Minali       | Riccardo Minali          | Bernardo Suaza              | Seo Joon-yong                    | Androni Giocattoli-Sidermec   |
| 3.ª                     | Adam de Vos             | Adam de Vos           | Kim Dae-yeon             | Bernardo Suaza              | Nik Mohamad Azman Zulkifli       | Rally                         |
| 4.ª                     | Riccardo Minali         | Adam de Vos           | Riccardo Minali          | Bernardo Suaza              | Nik Mohamad Azman Zulkifli       | Rally                         |
| 5.ª                     | Artem Ovechkin          | Artem Ovechkin        | Riccardo Minali          | Artem Ovechkin              | Yevgeniy Gidich                  | Terengganu                    |
| 6.ª                     | Luca Pacioni            | Artem Ovechkin        | Riccardo Minali          | Artem Ovechkin              | Yevgeniy Gidich                  | Terengganu                    |
| 7.ª                     | Manuel Belletti         | Artem Ovechkin        | Riccardo Minali          | Artem Ovechkin              | Yevgeniy Gidich                  | Wilier Triestina-Selle Italia |
| 8.ª                     | Andrea Guardini         | Artem Ovechkin        | Andrea Guardini          | Álvaro Duarte               | Yevgeniy Gidich                  | Wilier Triestina-Selle Italia |
| Clasificaciones finales | Clasificaciones finales | Artem Ovechkin        | Andrea Guardini          | Álvaro Duarte               | Yevgeniy Gidich                  | Wilier Triestina-Selle Italia |

## UCI World Ranking
El Tour de Langkawi otorga puntos para el UCI Asia Tour 2018 y el UCI World Ranking, este último para corredores de los equipos en las categorías UCI WorldTeam, Profesional Continental y Equipos Continentales. Las siguientes tablas muestran el baremo de puntuación y los 10 corredores que obtuvieron más puntos:
| Posición              | 1.º | 2.º | 3.º | 4.º | 5.º | 6.º | 7.º | 8.º | 9.º | 10.º | 11.º | 12.º | 13.º | 14.º | 15.º | 16.º-30.º | 31.º-40.º |
| Clasificación general | 200 | 150 | 125 | 100 | 85  | 70  | 60  | 50  | 40  | 35   | 30   | 25   | 20   | 15   | 10   | 5         | 3         |
| Por etapa             | 20  | 10  | 5   |     |     |     |     |     |     |      |      |      |      |      |      |           |           |
| Líder                 | 5   |     |     |     |     |     |     |     |     |      |      |      |      |      |      |           |           |

| Clasificación | Clasificación           | Clasificación                 | Clasificación | Clasificación | Clasificación | Clasificación |
| Posición      | Ciclista                | Equipo                        | General       | Etapa         | Líder         | Total         |
| ------------- | ----------------------- | ----------------------------- | ------------- | ------------- | ------------- | ------------- |
| 1.º           | Artem Ovechkin          | Terengganu                    | 200           | 20            | 15            | 235           |
| 2.º           | Łukasz Owsian           | CCC Sprandi Polkowice         | 150           | -             | -             | 150           |
| 3.º           | Benjamin Dyball         | St George Continental         | 125           | 10            | -             | 135           |
| 4.º           | Amanuel Ghebreigzabhier | Dimension Data                | 100           | 5             | -             | 105           |
| 5.º           | Giuseppe Fonzi          | Wilier Triestina-Selle Italia | 85            | -             | -             | 85            |
| 6.º           | Yevgeniy Gidich         | Astana                        | 70            | -             | -             | 70            |
| 7.º           | Brendon Davids          | Bennelong SwissWellness       | 60            | -             | -             | 60            |
| 8.º           | Riccardo Minali         | Astana                        | -             | 50            | 5             | 55            |
| 9.º           | Andrea Guardini         | Bardiani-CSF                  | -             | 50            | 5             | 55            |
| 10.º          | Thomas Lebas            | Kinan                         | 50            | -             | -             | 50            |